# Muang Thapangthong
Muang Thapangthong är ett distrikt i Laos.   Det ligger i provinsen Savannakhet, i den södra delen av landet, 400 km sydost om huvudstaden Vientiane.